# ブラバム・BT39
ブラバム・BT39 (Brabham BT39) は、ブラバムが開発したフォーミュラ1カー。デザイナーはラルフ・ベラミー。
1972年にウェスレイク・リサーチが開発したV型12気筒エンジン、WRP-190をテストするためにF2マシンのブラバム・BT38から改修され製作された。1台のみが製作されたが、テストで芳しい結果が出せず実戦には参加しなかった。
BT39はその後BT38に戻され、売却された。